# Line of Fire (film, 2017)
Ne doit pas être confondu avec Line of Fire.
Pour plus de détails, voir Fiche technique et Distribution.
Line of Fire ou Seuls les braves au Québec (Only the Brave) est un film américain réalisé par Joseph Kosinski et sorti en 2017. Il s'inspire de l'incendie de Yarnell Hill survenu en 2013 à Yarnell dans l'Arizona,.

## Synopsis
En 2013, Eric Marsh, surintendant d'une équipe d'incendie et de sauvetage à Prescott, en Arizona, reçoit un appel pour un incendie de forêt. Son équipe est traitée comme des pompiers municipaux et sa prédiction sera que le feu s'infiltrera dans un quartier voisin, ce qui est ignoré par une équipe de choc de Californie. Le feu s'éteint, mais le quartier est anéanti. Eric parle au chef des pompiers Duane Steinbrink de son désir que son équipe devienne des vedettes certifiées. Duane prévient qu'aucune autre équipe municipale dans le pays n'a ce genre de statut, et ils devront s'engager à une saison de travail plus longue que les activités normales. Cela concerne la femme d'Eric, Amanda, qui en veut à la façon dont l'engagement de temps empêche déjà Eric de vouloir fonder une famille.
Pendant ce temps, un paria de vingt et un ans nommé Brendan McDonough a été aux prises avec la toxicomanie et est au chômage. Son ex-petite amie Natalie est enceinte, mais elle estime qu'il est trop irresponsable pour être avec elle. Brendan est arrêté pour avoir tenté de voler une chaîne stéréo dans une voiture et sa mère l'expulse de sa maison. Quand sa fille est née, il cherche à être un père présent pour elle, alors il s'entretient avec Eric, qui l'engage malgré les réserves de certains membres de l'équipage.
Après avoir suivi une formation rigoureuse et évalué un incendie de forêt, l'équipage est officiellement certifié comme équipe de choc. Natalie commence à reprendre confiance en Brendan et lui permet de passer un peu de temps avec leur fille. L'équipage combat divers incendies dans la nature sauvage de l'Arizona, en particulier en sauvant un ancien genévrier sur une colline. Cependant, Brendan est mordu par un serpent à sonnette sauvage et est admis à l'hôpital. Pendant qu'il récupère, la mère de Brendan suggère qu'il devrait reconsidérer sa carrière pour le bien de sa fille, mais son emploi du temps devient trop serré et il décide de prendre les choses en main avec son équipage à la place. Brendan explique plus tard à Eric son désir de transférer à une équipe de pompiers structurels. Eric s'y oppose furieusement, suggérant que le passé mouvementé de Brendan rendrait un transfert presque impossible, et qu’un poste moins agité lui ferait retomber dans la drogue. Eric, lui-même toxicomane en rétablissement, se dispute avec Amanda au sujet de son attitude envers le sens des priorités de Brendan et de sa réticence à fonder une famille. Eric a une conversation sincère avec Duane, puis rentre chez lui et dit à Amanda qu'il est prêt à fonder une famille.
L'équipage est ensuite témoin d'un incendie de forêt dans le désert près de Yarnell. Alors que l'équipage se prépare, Eric annonce qu'il va démissionner de son rôle de surintendant et que Jesse lui succèdera. Eric s’excusera également auprès de Brendan, affirmant qu'il l'aidera à obtenir un transfert afin qu'il puisse passer plus de temps avec sa famille. L'équipage tente une contre-attaque pour bloquer l'approche du feu de forêt, mais un avion laisse accidentellement tomber une ligne d'eau pour éteindre le feu, déjouant le plan de l'équipage. L’équipe doit donc changer d’emplacement et Eric envoie Brendan sur un terrain plus bas pour servir de guet. Alors que le vent commence à se lever, Brendan est récupéré par un autre chef d’équipe et il est amené à sa base mobile. Sachant que le feu se dirige vers eux et devient trop intense, l'équipage d’Éric décide de rejoindre le point de ralliement afin d’aider à combattre le feu.
Le feu de forêt continue de se déchaîner sur la colline pendant qu’ils se dirigent vers la zone sûre. Éric, ayant réalisé qu’ils ne pourront pas arriver au point de ralliement à temps, ordonne à son équipe de creuser et déployer leur tente de survie. Un autre avion-citerne survole l'équipage, mais les radios de l’équipe étant dysfonctionnelles, celui-ci ne pulvérise pas d'eau, et ils se retrouvent donc sans-issues. Sans autre option, l'équipage déploie des abris anti-feu. L’incendie atteint le terrain où se trouve l’équipage qui se cache sous leur abris, mais la puissance des flammes est bien trop grande pour les tentes de survie. Lorsque le feu s’éteint, un hélicoptère arrive à situer l’équipe et les corps des dix-neuf pompiers sont identifiés parmi les cendres.
Brendan est le seul survivant et il est emmené dans un collège local, où les familles attendent de connaître l’identité du dernier survivant. Brendan, voyant les familles dévastées par la nouvelle, finit par sortir en trombe et craque, mais Amanda le réconforte, lui rappelant qu’il n’a pas le droit de se blâmer pour la mort de ses coéquipiers.
Trois ans plus tard, Brendan emmène sa fille au genévrier qui a été sauvé où il y fait son deuil et y nettoie les offrandes faites pour ses camarades.

## Fiche technique
- Titre original : Only the Brave
- Titre français : Line of Fire
- Titre québécois : Seuls les braves
- Titre de travail : Granite Mountain
- Réalisation : Joseph Kosinski
- Scénario : Ken Nolan et Eric Warren Singer
- Musique : Joseph Trapanese
- Photographie : Claudio Miranda
- Montage : Billy Fox
- Décors : Kevin Kavanaugh
- Costumes : Louise Mingenbach
- Production : Lorenzo di Bonaventura, Thad Luckinbill, Trent Luckinbill, Michael Menchel, Dawn Ostroff, Molly Smith et Jeremy Steckler
- Sociétés de production : Black Label Media, Condé Nast Entertainment et di Bonaventura Pictures
- Sociétés de distribution : Columbia Pictures (États-Unis), TF1 Studio (France)
- Pays de production :  États-Unis
- Langue originale : anglais
- Genre : drame biographique
- Format : couleur - 2.35:1
- Durée : 133 minutes
- Budget : 38 000 000 $[3]
- Date de sortie :
  - États-Unis : 8 octobre 2017 (avant-première à Los Angeles)
  - États-Unis : 20 octobre 2017 (sortie nationale)
  - France : 13 septembre 2018 (en e-Cinéma)

## Distribution
- Josh Brolin (VF : Philippe Vincent ; VQ : Gilbert Lachance) : Eric « Supe » Marsh, le superviseur
- Miles Teller (VF : Gauthier Battoue ; VQ : Alexandre Fortin) : Brendan « Donut » McDonough
- Jeff Bridges (VF : Jean-Jacques Moreau ; VQ : Guy Nadon) : Duane Steinbrink
- Jennifer Connelly (VF : Anne Dolan ; VQ : Marika Lhoumeau) : Amanda Marsh
- James Badge Dale (VF : Jérôme Pauwels ; VQ : Frédéric Paquet) : Jesse Steed
- Taylor Kitsch (VF : Stanislas Forlani ; VQ : Frédérik Zacharek) : Chris MacKenzie
- Alex Russell (VQ : Jean-François Beaupré) : Andrew Ashcraft
- Andie MacDowell (VF : Rafaèle Moutier ; VQ : Élise Bertrand) : Marvel Steinbrick
- Scott Haze (VQ : Maël Davan-Soulas) : Clayton Whitted
- Ben Hardy (VF : Benoît Fort ; VQ : Nicholas Savard L'Herbier) : Wade Parker
- Thad Luckinbill (VF : Thibaut Lacour ; VQ : David Laurin) : Scott Norris
- Geoff Stults (VF : Nicolas Hardy ; VQ : Marc-André Brunet) : Travis Turbyfill
- Scott Foxx (VF : Yann Sundberg) : Travis Carter
- Dylan Kenin : Robert Caldwell
- Ryan Busch : Dustin DeFord
- Sam Quinn : Grant McKee
- Kenny Miller : Sean Misner
- Nicholas Jenks : John Percin, Jr.
- Jake Picking (VF : Grégory Quidel ; VQ : Gabriel Lessard) : Anthony « Baby-G » Rose
- Matthew Van Wettering : Joe Thurston
- Ryan Jason Cook : William Warneke
- Michael McNulty : Kevin Woyjeck
- Brandon Bunch : Garret Zuppiger
- Natalie Hall (VF : Diane Dassigny) : Natalie Johnson
- Rachel Singer : Mrs. McDonough
- Brytnee Ratledge (VF : Elsa Davoine) : Juliann Ashcraft
- Pell James : Claire Caldwell
- Jenny Gabrielle (VF : Patricia Spehar) : Desiree Steed
- Barbie Robertson : Marsena Thurston
- Jade Kammerman : Stephanie Turbyfill
- Donna Potter : Teresa Duncan « Tera »

 Source et légende : version québécoise (VQ) sur Doublage.qc.ca

## Production

### Attribution des rôles
Le 1er mars 2016, Josh Brolin et Miles Teller rejoignent la distribution du film. Jeff Bridges et Taylor Kitsch décrochent ensuite à leur tour un rôle. Jeff Bridges et Josh Brolin avaient déjà travaillé ensemble pour le western True Grit (2010).

### Tournage
Le tournage a débuté le 13 juin 2016 au Nouveau-Mexique. Il a lieu notamment à Santa Fe et à Los Alamos.

## Accueil

### Critique
Le film reçoit des critiques globalement positives. Sur l'agrégateur américain Rotten Tomatoes, il récolte 87% d'opinions favorables pour 164 critiques et une note moyenne de 7,1⁄10. Le consensus suivant résume les critiques compilées par le site : « Le casting de vétérans et son histoire inspirée de fait réel émouvant s'ajoutent à un drame sans fioritures qui est tout aussi puissant que les héros de la vie réelle qu'il honore ». Sur Metacritic, il obtient une note moyenne de 72⁄100 pour 35 critiques.

### Box-office
Le film est un échec au box-office avec seulement 26 millions de dollars récoltés dans le monde, pour un budget de 38 millions. Il n'est pas sorti dans les salles françaises. Il récolte par ailleurs 8,5 millions de dollars supplémentaires via les ventes de DVD et Blu-ray aux États-Unis.
| Pays ou région    | Box-office   | Date d'arrêt du box-office | Nombre de semaines |
| ----------------- | ------------ | -------------------------- | ------------------ |
| États-Unis Canada | 18 343 983 $ | 1er février 2018           | 15                 |
| Total mondial     | 26 351 322 $ | -                          | -                  |